# Abteilung für militärische Aufklärung
Die Abteilung für militärische Aufklärung (arabisch شعبة المخابرات العسكرية, DMG Šuʿbat al-muḫābarāt al-ʿaskariyya) ist ein 1969 gegründeter Nachrichtendienst Syriens. Es ist Syriens militärischer Nachrichtendienst und befindet sich direkt im Verteidigungsministerium in Damaskus.
Der Dienst ist zuständig für
- Militärische Überwachung und Operative Planung,
- Militärische und logistische Unterstützung von palästinensischen, libanesischen und türkischen paramilitärischen Verbänden wie z. B. Hamas,
- Überwachung und Durchführung von Anschlägen auf politische Dissidenten im Ausland,
- Koordination der syrischen und libanesischen Truppen im Libanon bis zu deren Abzug 2005.

Asif Schaukat, der Schwager von Baschar al-Assad, übernahm 2005 die Leitung des Dienstes. 2009 folgte ihm General Abd al-Fattah Qudsiyah als Leiter des Militärgeheimdienstes.

## Kriegsverbrechen
Nach Erkenntnissen von Simon Wiesenthal arbeitete der österreichische Altnazi Alois Brunner (der einer der wichtigsten Mitarbeiter Adolf Eichmanns bei der Vernichtung der europäischen Juden war) während der Präsidentschaft von Hafez al-Assad eng mit dem syrischen Geheimdienst Muchabarat zusammen.
Unter Baschar al-Assads Präsidentschaft sind Kriegsverbrechen (Hinrichtungen von Zivilisten) durch Soldaten der Abteilung für militärische Aufklärung belegt.